# Paralvinella palmiformis
Paralvinella palmiformis is een borstelworm uit de familie Alvinellidae. Het lichaam van de worm bestaat uit een kop, een cilindrisch, gesegmenteerd lichaam en een staartstukje. De kop bestaat uit een prostomium (gedeelte voor de mondopening) en een peristomium (gedeelte rond de mond) en draagt gepaarde aanhangsels (palpen, antennen en cirri).
Paralvinella palmiformis werd in 1986 voor het eerst wetenschappelijk beschreven door Desbruyères & Laubier.